# NGC 5210
NGC 5210 (również PGC 47678 lub UGC 8523) – galaktyka spiralna (Sa), znajdująca się w gwiazdozbiorze Panny. Odkrył ją William Herschel 13 kwietnia 1784 roku. Jest to galaktyka z aktywnym jądrem typu LINER.